# Nalakuvara
 (février 2015).
Si vous disposez d'ouvrages ou d'articles de référence ou si vous connaissez des sites web de qualité traitant du thème abordé ici, merci de compléter l'article en donnant les références utiles à sa vérifiabilité et en les liant à la section « Notes et références ».
Nalakuvara, également connu sous le nom Nalakubara et son frère Manigriva étaient les fils de Kubera dans la mythologie Hindoue.
La femme de Nalakuvara, Rambha fut violée par Ravana et pour certains, Nalakuvara jeta un sort à Ravana qui le condamnait à avoir la tête brûlée s'il violait une autre femme. Ce sort protégea la chasteté de Sītā, femme de Rāma lorsqu'elle fut kidnappée par Ravana.
Comme leur père, Kubera était très riche, Shiva lui ayant accordé l'abondance sans limites, ces deux frères furent atteints d'addiction au vin et aux femmes. Lorsqu'ils arrivèrent chez Shiva, dans la province du Kailasa, sur les bords de la rivière Mandakini, ils furent conduits par le chant de femmes dans le jardin des fleurs parfumées. Le sage Narada, les voyant tellement ivres qu'ils ne pouvaient bénéficier de sa présence, leur jeta un sort, les transformant en arbres pour cent ans. Krishna les libéra plus tard de cet enchantement.